# Песня Восточных Пруссов
Восточнопрусская Песня или Песнь Восточных Пруссаков (нем. Das Ostpreußenlied) или, по первой строчке, «Страна тёмных лесов» (нем. Land der dunklen Wälder) — неофициальный гимн земли Восточная Пруссия.

## История
Была написана в начале 1930-х годов кёнигсбергскими авторами - композитором Гербертом Брустом (1900—1968) и  писателем Эрихом Ханнигхофером (1908—1945) в качестве заключительного хорала к «Оратории Родины». Довольно скоро заменила собой прежний гимн Йоханны Амброзиус «Они все говорят, что ты некрасива» (нем. Sie sagen all, du bist nicht schön). Первая строчка песни «Страна темных лесов и хрустальных озёр» стала синонимом ландшафта побережья Балтийского моря и Мазурских озёр. Первоначально песня имела четыре куплета. Пятый куплет появился после окончания Второй мировой войны и изгнания жителей Восточной Пруссии.
Оригинал текста и нот до 2016 года находился в Музее Кёнигсберга в Дуйсбурге.